# 可愛い逃亡者
『可愛い逃亡者』（Little runaway、1952年6月14日）はトムとジェリーの作品の一つ。日本においては現在パブリックドメインとなっている。

## スタッフ
- 監督 - ウィリアム・ハンナ　ジョセフ・バーベラ
- 製作 - フレッド・クインビー
- 作画 - ケネス・ミューズ　エド・バージ　レイ・パターソン　アーヴン・スペンス
- 音楽 - スコット・ブラッドリー

## 作品内容
ある静かな夜、サーカスからオットセイの子が脱走する。
翌朝、起き出したジェリーは庭でひと泳ぎしようといざ池へ飛び込む。が、水面に頭がくっついた状態でなぜか潜ることができない。ちょうど水面の下にオットセイの子が潜っていたのだ。
「僕はサーカスから逃げて来たんだ。ラッパでヤンキードゥードゥルを吹かされるんだけどもう嫌なんだよ。どうか僕が連れ戻されないよう助けて！」。オットセイ語でジェリーに助けを求める彼は、腹をすかせていたのでまずはジェリーに魚を要求する。
オットセイのためにジェリーはトムの朝飯の魚を盗みにいくがトムに見つかってしまう。魚を取られて激怒したトムはジェリーとオットセイを追いかける。しばらくしてラジオからオットセイ脱走に関するニュースが流れる。オットセイの子に1万ドルの報労金がかけられたと言うのだ。
金に目が眩んだトムはオットセイを捕まえて袋に入れるも、うっかりジェリーに手渡してしまう。そこからオットセイとトムとジェリーのドタバタが始まる。何をやってもうまくいかないトムは、自転車の古タイヤを切ってオットセイに化ける方法でオットセイの子を捕まえようとする。ところが、オットセイの子を捜していた男にあっさり捕まりサーカスへ連行されてしまう。
脱走事件が解決されたサーカスにて、大勢の観衆が見守る中ヤンキードゥードゥルを奏でるネコ面のオットセイ。不愉快そうにしつつも拍手喝采を受けまんざらでもない顔をするのだった。

## 登場キャラクター
トム
寝ていた隙に自分の魚をジェリーに盗まれたことで追いかけるが、オットセイの子に賞金がかけられた事をラジオニュースで知り、オットセイ捕獲に燃える。だがなかなか捕まえられず、最後の手段として自転車の古タイヤを切断して着る方法で自身がオットセイに変装するも、逆に自身がオットセイと間違えられてサーカス団員に捕まる。しかしサーカスの舞台でラッパ演奏を成功させて観客を魅了し、最後は客から投げられた魚をキャッチした。
ジェリー
オットセイの子にトムの魚を与えるなど彼を保護。魚を盗んだのをトムに見つかって追いかけられ、やがてトムが捕まえた本物のオットセイ入り袋を受け取ると、その袋を消火栓にかぶせてトムをはぐらかすなどの方法でオットセイを匿うと共に、トムの攻撃を巧みにかわす。最後は護送車に乗せられサーカスへ強制連行されるトムを見届けた。
オットセイ
「ヤンキードゥードゥルのラッパ演奏が嫌」との理由で深夜にサーカス小屋から脱走。逃げ込んだトムとジェリーの家でジェリーに助けを求め、トムの攻撃からも必死に逃れる。最後はオットセイに化けて自身を捕まえようとしたトムがサーカスへ連れて行かれたため、自身は脱走に成功した。鼻先が器用で、何でも持ち上げたり回したり投げたりすることができる。
オットセイを捕獲するサーカス団員
深夜に外で寝ている間、オットセイに小屋の鉄格子を切断され周囲に気づかず逃げられる。やがてトムの家の前に現れ本物のオットセイを捕まえるはずだったが、古タイヤを着てオットセイに化けていたネコのトムを網で捕獲。そのままトムを護送車に乗せてサーカスへ強制連行した。

## 「さかな」のミーム化と影響
作品内でジェリーが操っていた「さかな」（魚）は1分ほどしか登場せず、そもそも生きていないキャラクターだが、2025年にXでの投稿・拡散により日本で突如ネットミーム化した。
その影響を受けカートゥーン ネットワークは7月11日、ミーム化に乗じる形で、急遽本作を7月20日に放送した。